# Henry Billingsley

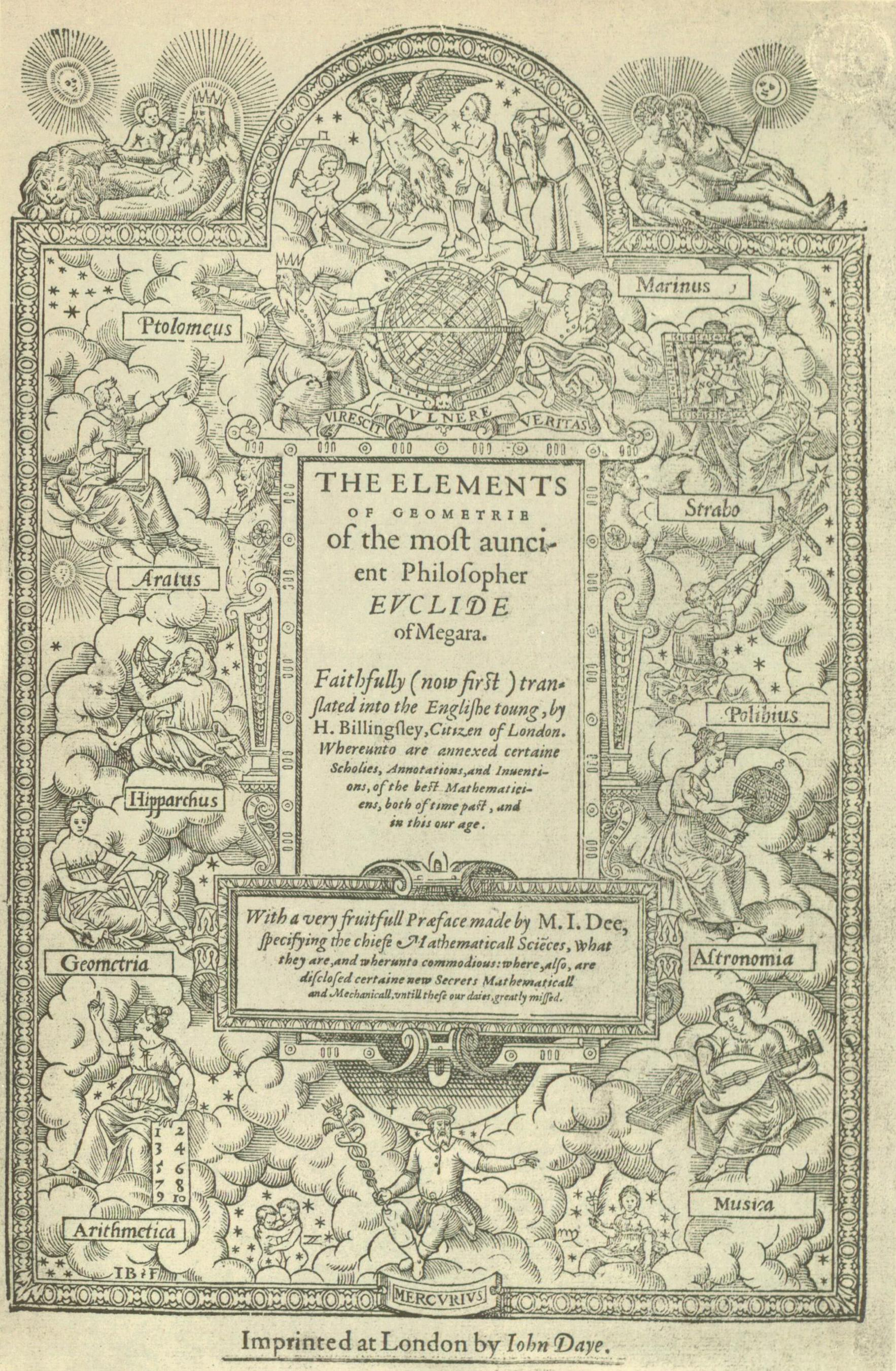
Titelseite seiner englischen Übersetzung der Elemente von Euklid 1570

Sir Henry Billingsley (* im 16. Jahrhundert; † 22. November 1606) war ein wohlhabender englischer Kaufmann, Lord Mayor von London und Verfasser der ersten englischen Übersetzung der Elemente von Euklid (1570).
Er war der Sohn des Kaufmanns Sir William Billingsley. 1551 wurde er als Lady Margaret Scholar am St John’s College der University of Cambridge zugelassen und soll auch in Oxford studiert haben, wo er auch als Schüler von David Whyteman ein Interesse an Mathematik entwickelte. Er machte keinen Abschluss, ging bei einem Herrenausstatter (Haberdasher) in die Lehre, trat 1560 in deren Gilde ein und wurde in London ein wohlhabender Kaufmann. 1584 wurde er Sheriff von London, 1585 Alderman der Tower-Wache und 1596 Lord Mayor. Ab 1589 war er einer von vier Zolleinnehmern des Hafens von London (Queen’s Customer). 1603 wurde er als Abgeordneter für die City of London Mitglied des Parlaments.
Seine Übersetzung von Euklids Elementen war ein umfangreicher (928 Seiten) Folio-Band, der sehr gut mit Zeichnungen illustriert war, was so weit ging, dass dort auch auf den entsprechenden Seiten zu dreidimensionalen Polyedern Papierstücke eingeklebt waren, um diese dreidimensional zu erzeugen. Es war von John Day gedruckt und mit einem ausführlichen Vorwort von John Dee versehen (das auch unabhängig in der Mathematikgeschichte als damals in England populäre Einführung in die Mathematik Bedeutung erlangte) und enthielt nicht nur die Übersetzung des Kommentars von Proklos, sondern auch weitere wie den von Dee selbst für die letzten Bücher der Elemente. Möglicherweise wurde er bei der Übersetzung durch seinen alten Tutor David Whyteman unterstützt.
1591 stiftete er drei Stipendien für ärmere Studenten am St John’s College in Cambridge.
1597 wurde er als Knight Bachelor geadelt. Er war fünfmal verheiratet.